# Libellula semifasciata
Libellula semifasciata – gatunek ważki z rodziny ważkowatych (Libellulidae). Występuje na terenie Ameryki Północnej.